# Robert Lindstedt
Robert Lindstedt (Sundbyberg, 19 maart 1977) is een tennisspeler uit Zweden. Hij is voornamelijk actief in het herendubbeltennis.
Lindstedt speelde voor zijn profcarrière collegetennis in de Verenigde Staten. In 2008 won Lindstedt in een team met Robin Söderling en Thomas Johansson de ARAG World Team Cup door in de finale het Russische team bestaande uit Dmitri Toersoenov, Igor Andrejev, en Michail Joezjny te verslaan met 2-1.
In zowel 2010, 2011 als 2012 verloor Lindstedt met zijn Roemeense partner Horia Tecău de Wimbledon dubbelspelfinale.

## Palmares
| Legenda                       | Legenda               |
| ----------------------------- | --------------------- |
| Grand Slam                    |                       |
| Olympische Spelen             |                       |
| tot 2009                      | vanaf 2009            |
| Tennis Masters Cup            | ATP Finals            |
| ATP Masters Series            | ATP Tour Masters 1000 |
| ATP International Series Gold | ATP Tour 500          |
| ATP International Series      | ATP Tour 250          |

### Dubbelspel
| Nr.                            | Datum             | Toernooi            | Ondergrond    | Partner              | Tegenstander in finale                 | Score                         | Details |
| ------------------------------ | ----------------- | ------------------- | ------------- | -------------------- | -------------------------------------- | ----------------------------- | ------- |
| Gewonnen finales herendubbel   |                   |                     |               |                      |                                        |                               |         |
| 1.                             | 24 september 2007 | ATP Mumbai          | Hardcourt     | Jarkko Nieminen      | Rohan Bopanna Aisam-ul-Haq Qureshi     | 7-6(3), 7-6(5)                | Details |
| 2.                             | 7 oktober 2007    | ATP Tokio           | Hardcourt     | Jordan Kerr          | Frank Dancevic Stephen Huss            | 6-4, 6-4                      | Details |
| 3.                             | 17 augustus 2008  | ATP Washington      | Hardcourt     | Marc Gicquel         | Bruno Soares Kevin Ullyett             | 7-6(6), 6-3                   | Details |
| 4.                             | 12 januari 2009   | ATP Auckland        | Hardcourt     | Martin Damm          | Scott Lipsky Leander Paes              | 7-5, 6-4                      | Details |
| 5.                             | 8 februari 2009   | ATP Zagreb          | Hardcourt (i) | Martin Damm          | Christopher Kas Rogier Wassen          | 6-4, 6-3                      | Details |
| 6.                             | 9 augustus 2009   | ATP Washington      | Hardcourt     | Martin Damm          | Mariusz Fyrstenberg Marcin Matkowski   | 7-5, 7-6(3)                   | Details |
| 7.                             | 10 april 2010     | ATP Casablanca      | Gravel        | Horia Tecău          | Rohan Bopanna Aisam-ul-Haq Qureshi     | 6-2, 3-6, [10-7]              | Details |
| 8.                             | 19 juni 2010      | ATP Rosmalen        | Gras          | Horia Tecău          | Lukáš Dlouhý Leander Paes              | 1-6, 7-5, [10-7]              | Details |
| 9.                             | 18 juli 2010      | ATP Båstad          | Gravel        | Horia Tecău          | Andreas Seppi Simone Vagnozzi          | 6-4, 7-5                      | Details |
| 10.                            | 28 augustus 2010  | ATP New Haven       | Hardcourt     | Horia Tecău          | Rohan Bopanna Aisam-ul-Haq Qureshi     | 6-4, 7-5                      | Details |
| 11.                            | 9 april 2011      | ATP Casablanca      | Gravel        | Horia Tecău          | Colin Fleming Igor Zelenay             | 6-2, 6-1                      | Details |
| 12.                            | 17 juli 2011      | ATP Båstad          | Gravel        | Horia Tecău          | Simon Aspelin Andreas Siljeström       | 6-3, 6-3                      | Details |
| 13.                            | 29 april 2012     | ATP Boekarest       | Gravel        | Horia Tecău          | Jérémy Chardy Łukasz Kubot             | 7-6(2), 6-3                   | Details |
| 14.                            | 23 juni 2012      | ATP Rosmalen        | Gras          | Horia Tecău          | Juan Sebastián Cabal Dmitri Toersoenov | 6-3, 7-6(1)                   | Details |
| 15.                            | 15 juli 2012      | ATP Båstad          | Gravel        | Horia Tecău          | Alexander Peya Bruno Soares            | 6-3, 7-6(5)                   | Details |
| 16.                            | 19 augustus 2012  | ATP Cincinnati      | Hardcourt     | Horia Tecău          | Mahesh Bhupathi Rohan Bopanna          | 6-4, 6-4                      | Details |
| 17.                            | 17 februari 2013  | ATP Rotterdam       | Hardcourt (i) | Nenad Zimonjić       | Thiemo de Bakker Jesse Huta Galung     | 5-7, 6-3, [10-8]              | Details |
| 18.                            | 26 januari 2014   | Australian Open     | Hardcourt     | Łukasz Kubot         | Eric Butorac Raven Klaasen             | 6-3, 6-3                      | Details |
| 19.                            | 30 augustus 2015  | ATP Winston-Salem   | Hardcourt     | Dominic Inglot       | Eric Butorac Scott Lipsky              | 6-2, 6-4                      | Details |
| 20.                            | 2 oktober 2016    | ATP Shenzhen        | Hardcourt     | Fabio Fognini        | Oliver Marach Fabrice Martin           | 7-6(4), 6-3                   | Details |
| 21.                            | 30 juni 2017      | ATP Antalya         | Gras          | Aisam-ul-Haq Qureshi | Oliver Marach Mate Pavić               | 7-5, 4-1, opgave              | Details |
| 22.                            | 6 mei 2018        | ATP Istanboel       | Gravel        | Dominic Inglot       | Ben McLachlan Nicholas Monroe          | 3-6, 6-3, [10-8]              | Details |
| 23.                            | 22 september 2019 | ATP Metz            | Hardcourt (i) | Jan-Lennard Struff   | Nicolas Mahut Édouard Roger-Vasselin   | 2-6, 7-6(1), [10-4]           | Details |
| Verloren finales herendubbel   |                   |                     |               |                      |                                        |                               |         |
| 1.                             | 2 oktober 2005    | ATP Ho Chi Minhstad | Hardcourt     | Ashley Fisher        | Lars Burgsmüller Philipp Kohlschreiber | 6-5(3), 4-6, 2-6              | Details |
| 2.                             | 5 maart 2006      | ATP Las Vegas       | Hardcourt     | Jaroslav Levinský    | Bob Bryan Mike Bryan                   | 3-6, 2-6                      | Details |
| 3.                             | 23 juli 2006      | ATP Stuttgart       | Gravel        | Yves Allegro         | Gastón Gaudio Maks Mirni               | 5-7, 7-6(4), [10-12]          | Details |
| 4.                             | 28 februari 2009  | ATP Dubai           | Hardcourt     | Martin Damm          | Rik de Voest Dmitri Toersoenov         | 6-4, 3-6, [5-10]              | Details |
| 5.                             | 9 mei 2009        | ATP Estoril         | Gravel        | Martin Damm          | Eric Butorac Scott Lipsky              | 3-6, 2-6                      | Details |
| 6.                             | 19 juli 2009      | ATP Båstad          | Gravel        | Robin Söderling      | Jaroslav Levinský Filip Polášek        | 6-1, 3-6, [7-10]              | Details |
| 7.                             | 21 februari 2010  | ATP Marseille       | Hardcourt (i) | Julian Knowle        | Julien Benneteau Michaël Llodra        | 3-6, 4-6                      | Details |
| 8.                             | 3 juli 2010       | Wimbledon           | Gras          | Horia Tecău          | Jürgen Melzer Philipp Petzschner       | 1-6, 5-7, 5-7                 | Details |
| 9.                             | 9 januari 2011    | ATP Brisbane        | Hardcourt     | Horia Tecău          | Lukáš Dlouhý Paul Hanley               | 4-6, opgave                   | Details |
| 10.                            | 18 juni 2011      | ATP Rosmalen        | Gras          | Horia Tecău          | Daniele Bracciali František Čermák     | 3-6, 6-2, [8-10]              | Details |
| 11.                            | 2 juli 2011       | Wimbledon           | Gras          | Horia Tecău          | Bob Bryan Mike Bryan                   | 3-6, 4-6, 6-7(2)              | Details |
| 12.                            | 7 augustus 2011   | ATP Washington      | Hardcourt     | Horia Tecău          | Michaël Llodra Nenad Zimonjić          | 7-6(3), 6-7(6), [7-10]        | Details |
| 13.                            | 9 oktober 2011    | ATP Peking          | Hardcourt     | Horia Tecău          | Michaël Llodra Nenad Zimonjić          | 6-7(2), 6-7(4)                | Details |
| 14.                            | 19 februari 2012  | ATP Rotterdam       | Hardcourt (i) | Horia Tecău          | Michaël Llodra Nenad Zimonjić          | 6-4, 5-7, [14-16]             | Details |
| 15.                            | 13 mei 2012       | ATP Madrid          | Gravel        | Horia Tecău          | Mariusz Fyrstenberg Marcin Matkowski   | 3-6, 4-6                      | Details |
| 16.                            | 7 juli 2012       | Wimbledon           | Gras          | Horia Tecău          | Jonathan Marray Frederik Nielsen       | 6-4, 4-6, 6-7(5), 7-6(5), 3-6 | Details |
| 17.                            | 21 oktober 2012   | ATP Stockholm       | Hardcourt (i) | Nenad Zimonjić       | Marcelo Melo Bruno Soares              | 7-6(4), 5-7, [6-10]           | Details |
| 18.                            | 2 maart 2013      | ATP Dubai           | Hardcourt     | Nenad Zimonjić       | Mahesh Bhupathi Michaël Llodra         | 6-7(6), 6-7(6)                | Details |
| 19.                            | 28 april 2013     | ATP Barcelona       | Gravel        | Daniel Nestor        | Alexander Peya Bruno Soares            | 7-5, 6-7(7), [4-10]           | Details |
| 20.                            | 20 oktober 2013   | ATP Stockholm       | Hardcourt (i) | Jonas Björkman       | Aisam-ul-Haq Qureshi Jean-Julien Rojer | 2-6, 2-6                      | Details |
| 21.                            | 3 mei 2015        | ATP Istanboel       | Gravel        | Jürgen Melzer        | Radu Albot Dušan Lajović               | 4-6, 6-7(2)                   | Details |
| 22.                            | 30 oktober 2016   | ATP Bazel           | Hardcourt (i) | Michael Venus        | Marcel Granollers Jack Sock            | 3-6, 4-6                      | Details |
| 23.                            | 17 juni 2018      | ATP Stuttgart       | Gras          | Marcin Matkowski     | Philipp Petzschner Tim Pütz            | 6-7(5), 3-6                   | Details |
| 24.                            | 30 september 2018 | ATP Chengdu         | Hardcourt     | Rajeev Ram           | Ben McLachlan Joe Salisbury            | 6-7(5), 6-7(4)                | Details |
| 25.                            | 25 mei 2019       | ATP Genève          | Gravel        | Matthew Ebden        | Oliver Marach Mate Pavić               | 4-6, 4-6                      | Details |
| Verloren finales gemengddubbel |                   |                     |               |                      |                                        |                               |         |
| 1.                             | 14 juli 2019      | Wimbledon           | Gras          | Jeļena Ostapenko     | Latisha Chan Ivan Dodig                | 2-6, 3-6                      | Details |
| Gewonnen challengers           |                   |                     |               |                      |                                        |                               |         |
| 1.                             | 25 februari 2001  | Wolfsburg           | Tapijt (i)    | Fredrik Loven        | Jan Buroszewski Markus Menzler         | 7-6(6), 6-7(7), 6-4           |         |
| 2.                             | 9 november 2003   | Eckental            | Tapijt (i)    | Stephen Huss         | Lars Burgsmüller Andreas Tattermusch   | walk-over                     |         |
| 3.                             | 16 november 2003  | Helsinki            | Hardcourt (i) | Robin Söderling      | Roko Karanušić Janko Tipsarević        | 6-3, 6-7(2), 6-1              |         |
| 4.                             | 8 februari 2004   | Wolfsburg           | Tapijt (i)    | Jean-Claude Scherrer | Juan Ignacio Carrasco Josh Goffi       | 6-2, 4-6, 7-6(5)              |         |
| 5.                             | 12 september 2004 | Seoel               | Hardcourt     | Ashley Fisher        | Johan Landsberg Thomas Shimada         | 7-5, 7-6                      |         |
| 6.                             | 21 november 2004  | Helsinki            | Hardcourt (i) | Yen-Hsun Lu          | Gianluca Bazzica Massimo Dell'Acqua    | 6-2, 6-2                      |         |
| 7.                             | 10 april 2005     | Tallahassee         | Hardcourt     | Alexander Peya       | Goran Dragicevic Mirko Pehar           | 6-2, 7-5                      |         |
| 8.                             | 23 april 2006     | Bermuda             | Gravel        | Tomáš Cibulec        | Alex Kuznetsov Jeff Morrison           | 6-7(1), 6-3, [10-4]           |         |
| 9.                             | 22 maart 2015     | Irving              | Hardcourt     | Serhij Stachovsky    | Benjamin Becker Philipp Petzschner     | 6-4, 6-4                      |         |

## Prestatietabellen
| Legenda | Legenda                          |
| ------- | -------------------------------- |
| g.t.    | geen toernooi gehouden           |
| l.c.    | lagere categorie                 |
| –       | niet deelgenomen                 |
| G       | uitgeschakeld in de groepsfase   |
| 1R      | uitgeschakeld in de eerste ronde |
| 2R      | uitgeschakeld in de tweede ronde |
| 3R      | uitgeschakeld in de derde ronde  |
| 4R      | uitgeschakeld in de vierde ronde |
| KF      | uitgeschakeld in de kwartfinale  |
| HF      | uitgeschakeld in de halve finale |
| F       | de finale verloren               |
| W       | het toernooi gewonnen            |
| w-v     | winst/verlies-balans             |

### Prestatietabel grand slam, dubbelspel
| Grandslamtoernooien  |      |      |      |      |      |      |      |      |      |      |      |      |      |      |      |      |      |
| Australian Open      | –    | –    | 2R   | 1R   | 2R   | 2R   | 1R   | 1R   | HF   | 2R   | W    | 2R   | 3R   | 2R   | 2R   | 1R   | 1R   |
| Roland Garros        | –    | 1R   | 1R   | –    | 2R   | 1R   | 1R   | KF   | 2R   | 2R   | KF   | 2R   | –    | 3R   | 1R   | 1R   | 2R   |
| Wimbledon            | 2R   | 2R   | 1R   | 2R   | KF   | 3R   | F    | F    | F    | KF   | 2R   | 2R   | 3R   | 3R   | KF   | 2R   | g.t. |
| US Open              | 1R   | 2R   | 2R   | 2R   | KF   | 3R   | 3R   | KF   | 3R   | 2R   | 2R   | HF   | KF   | 3R   | 1R   | 1R   | –    |
| ATP Finals           |      |      |      |      |      |      |      |      |      |      |      |      |      |      |      |      |      |
| ATP Finals           | –    | –    | –    | –    | –    | –    | –    | G    | G    | –    | HF   | –    | –    | –    | –    | –    | –    |
| ATP Masters 1000     |      |      |      |      |      |      |      |      |      |      |      |      |      |      |      |      |      |
| Indian Wells         | –    | –    | 1R   | KF   | HF   | 1R   | 1R   | 1R   | 2R   | 1R   | 2R   | –    | 2R   | –    | –    | –    | g.t. |
| Miami                | –    | –    | 2R   | 1R   | 1R   | 2R   | 1R   | KF   | 1R   | KF   | 2R   | 2R   | 1R   | 1R   | –    | –    | g.t. |
| Monte Carlo          | –    | –    | –    | –    | –    | 1R   | 2R   | 2R   | 2R   | KF   | 2R   | –    | 2R   | –    | –    | –    | g.t. |
| Hamburg              | –    | –    | 2R   | –    | 1R   | l.c. | l.c. | l.c. | l.c. | l.c. | l.c. | l.c. | l.c. | l.c. | l.c. | l.c. | l.c. |
| Madrid               | –    | –    | –    | 1R   | –    | –    | 2R   | 1R   | F    | KF   | 2R   | –    | –    | –    | –    | 1R   | g.t. |
| Rome                 | –    | –    | –    | –    | –    | 1R   | –    | KF   | HF   | KF   | 2R   | 1R   | –    | –    | –    | –    | –    |
| Montréal/Toronto     | –    | –    | 1R   | –    | –    | 2R   | 2R   | 2R   | HF   | HF   | 1R   | 2R   | 1R   | –    | –    | –    | g.t. |
| Cincinnati           | –    | –    | 2R   | –    | 2R   | 2R   | 1R   | 2R   | W    | 2R   | KF   | –    | –    | –    | –    | –    | –    |
| Shanghai             | l.c. | l.c. | l.c. | l.c. | l.c. | 1R   | 2R   | KF   | 2R   | KF   | 2R   | 2R   | 2R   | –    | KF   | –    | g.t. |
| Parijs               | –    | –    | –    | 1R   | 1R   | –    | 1R   | 2R   | 2R   | 1R   | 2R   | HF   | –    | –    | –    | –    | –    |
| Olympische Spelen    |      |      |      |      |      |      |      |      |      |      |      |      |      |      |      |      |      |
| Olympische Spelen    | –    | g.t. | g.t. | g.t. | –    | g.t. | g.t. | g.t. | 1R   | g.t. | g.t. | g.t. | –    | g.t. | g.t. | g.t. | g.t. |
| Statistieken         |      |      |      |      |      |      |      |      |      |      |      |      |      |      |      |      |      |
| Totaal aantal titels | 0    | 0    | 0    | 2    | 1    | 3    | 4    | 2    | 4    | 1    | 1    | 1    | 1    | 1    | 1    | 1    | 0    |
| Eindejaarsranking    | 96   | 62   | 42   | 39   | 26   | 27   | 21   | 16   | 8    | 19   | 13   | 26   | 39   | 72   | 46   | 70   | 87   |